# جان أوهارا
جان أوهارا (بالإنجليزية: Jean O'Hara)‏ هي بائعة هوى ‏ أمريكية، ولدت في 1913 في شيكاغو في الولايات المتحدة، وتوفيت في 1973.